# Hans Jürgen Press

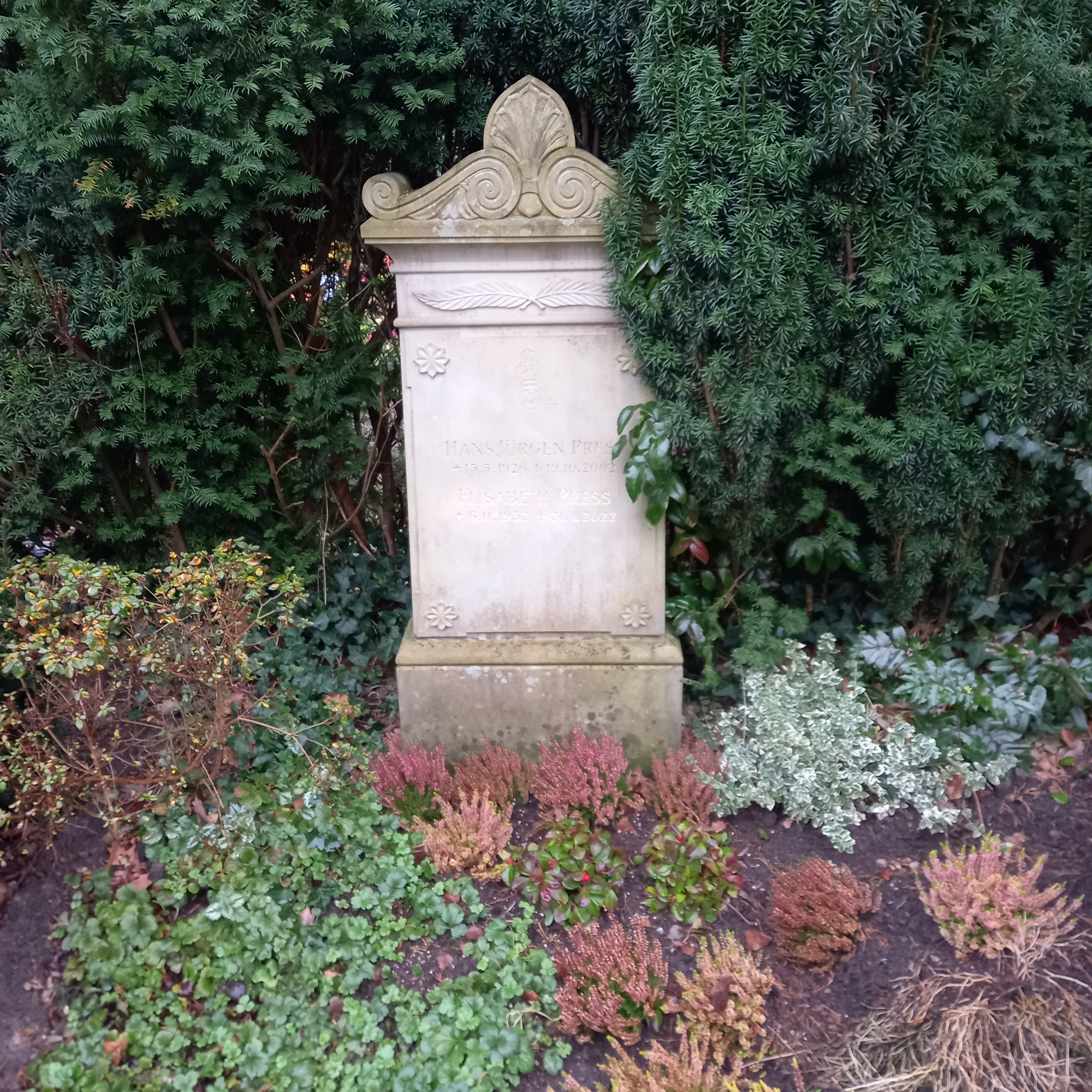
La tumba del dibujante y artista gráfico alemán Hans Jürgen Press (La mano negra y otros libros infantiles) y su esposa Elisabeth en el cementerio de Nienstedten en Hamburgo.

Hans Jürgen Press (Masuria, 15 de mayo de 1926 - 19 de octubre de 2002) fue un ilustrador y escritor de libros infantiles, alemán. La mayoría de sus libros contienen historias, en las que el lector debe buscar pistas en sus ilustraciones y resolver un enigma.
Press fue encarcelado en Argelia, Inglaterra y Estados Unidos durante la II Guerra Mundial. En 1948 se trasladó a Hamburgo, y estudió en la Academia de Bellas Artes de Karlsruhe.
En 1953 fue ilustrador del suplemento infantil Sternchen, de la revista Stern. En este suplemento creó al personaje "Der kleine Herr Jacob", un pequeño hombre con bigote y bombín que nunca hablaba, y en cuyas tiras cómicas estaban escritas en forma de verso. Por otra parte, también destaca Aventuras de la mano negra, un conjunto de relatos combinados con ilustraciones, protagonizados por cuatro niños detectives y una ardilla, que resuelven crímenes y misterios. Los relatos eran publicados en forma de capítulos de forma periódica y la solución se desvelaba a la semana siguiente. Posteriormente en 1965, se recopilaron y fueron editados en forma de libro.
Press fue uno de los creadores del "Wimmelbild", un género de ilustración muy sobrecargado de elementos y en cual se le da mucha importancia al detalle, con el objetivo de animar al lector a investigar y descubrir lo que se le pide. También escribió e ilustró libros de ciencia, juegos y rompecabezas para niños.
Su hijo, Julian Press es también escritor e ilustrador.